# 2024년 한화 이글스 시즌
2024년 한화 이글스 시즌은 한화 이글스가 KBO 리그에 참가한 31번째 시즌으로, 빙그레 이글스 시절까지 합하면 39번째 시즌이다. 지난 시즌 도중 부임한 감독이 팀을 이끈 2번째 시즌이었으나 성적 부진으로 중도 사임했다. 이후 정경배 코치가 감독대행을 맡다가 김경문 감독이 새로 부임하며 남은 기간동안 팀을 이끌었다. 주장은 채은성이 맡았다. 팀은 32년 만에 개막 직후 8경기 7승 1패를 기록하는 등 시즌 초반 선두를 달렸으나 토종 선발진의 한 축을 맡아줄 것으로 기대했던  김민우가 부상으로 이탈한 점, 문동주가 극심한 기복을 드러내며 두 번이나 2군을 다녀오는 등 성장통을 겪은 데다 시즌 막바지 부상으로 이탈한 점, 외인 원투펀치로 기대한 페냐와 산체스가 모두 부상과 부진에 허덕이다가 시즌 도중 퇴출된 데 이어 대체 선수였던 와이스와 바리아가 기대에 못 미친 게 컸던 탓인지 점차 밀려나 10팀 중 정규 시즌 8위에 그쳐 6년 연속으로 포스트시즌 진출에 실패했다.

## 타이틀
- 메이저 리그 베이스볼 서울 시리즈 국가대표: 문동주, 황준서, 노시환, 문현빈
- 프리미어 12 국가대표: 김재걸(코치), 김서현
- KBS 야구회 선정 프리미어 12 A학점: 김서현
- 2024 K-BASEBALL SERIES 국가대표: 김재걸(코치), 김서현
- WBSC U-23 야구 월드컵 국가대표: 김도빈, 송호정, 정안석
- 조아제약 프로야구대상 천만관중 특별상: 류현진
- 웰컴톱랭킹 3월 타자 1위: 페라자
- 한국갤럽 선정 좋아하는 한국인 야구선수: 류현진 (1위), 문동주 (5위)
- 코리아리서치인터내셔널 선정 가장 응원하는 프로야구팀: 한화 이글스
- 텍스톰 선정 가장 선호하는 야구선수: 류현진
- 올스타 선발: 류현진 (선발투수), 페라자 (외야수 1위)
- 올스타전 추천선수: 주현상 (마무리투수 2위), 최재훈, 노시환
- 올스타전 홈런더비 준우승: 페라자
- 올스타전 홈런더비 컴투스 프로야구존 최다홈런상: 페라자
- 올스타전 우수투수상: 류현진
- 한일 드림 플레이어즈 게임 국가대표: 장종훈(코치), 구대성, 김태균
- K-브랜드지수 프로야구 올스타 부문 TOP10: 류현진 (2위)
- 네이버 스포츠 베스트 플레이어 TOP10: 류현진 (7위)
- 야구대표자 선정 루키 베스트 라인업: 문동주 (선발투수)
- 컴투스 프로야구 레전드 카드: 류현진
- 마구마구 레전드 프랜차이즈: 구대성, 류현진
- 고의4구: 노시환 (9)
- 번트안타 성공률: 채은성 (100%)

### 퓨처스리그
- 리얼글러브 퓨처스리그: 임종찬, 허인서, 조동욱
- 퓨처스 올스타: 김서현, 조동욱, 장규현, 임종찬, 정안석
- 타점: 임종찬 (82)
- 볼넷: 임종찬 (51)
- 북부리그 타석: 허인서 (341)
- 세이브: 윤대경 (17)
- 홀드: 김종수 (10)
- 북부리그 출장(투수): 윤대경 (43)

## 선수단
- 선발투수: 류현진, 와이스, 문동주, 바리아, 산체스, 김민우, 페냐, 정우람, 김도빈
- 구원투수: 황준서, 박상원, 한승혁, 이민우, 장민재, 김서현, 이상규, 김기중, 장시환, 김범수, 김승일, 남지민, 조동욱, 김규연, 배민서, 이충호, 윤대경, 이태양, 한승주
- 마무리투수: 주현상, 장지수
- 포수: 최재훈, 박상언, 장규현, 이재원
- 1루수: 안치홍, 채은성
- 2루수: 황영묵, 문현빈
- 유격수: 이도윤, 하주석, 한경빈
- 3루수: 노시환
- 좌익수: 페라자, 최인호, 권광민, 정은원, 이명기, 김인환
- 중견수: 장진혁, 이원석, 김강민, 이진영, 임종찬
- 우익수: 김태연, 유로결
- 지명타자: 이상혁

## 여담
- 류현진은 인스타그램 팔로워 20.3만명을 기록하여 2024시즌 KBO 리그 모든 선수 중 팔로워 수 1위를 기록했다.
- 홈구장으로 한화생명 이글스파크를 사용한 마지막 시즌이다.
- 류현진은 당시 KBO 리그 내 최고 연봉자였다.
- 김도빈은 후반기 9이닝 당 81개의 볼넷을 허용하여 2013년 이후 KBO 리그 단일 시즌 후반기 최다 기록을 세웠다.
- 정우람은 9월 29일 NC 다이노스와의 경기에 선발 등판하여 0이닝 1피안타 무실점을 기록했다. 결과적으로 이 등판이 해당 시즌 정우람의 유일한 등판이 됨에 따라 정우람은 KBO 리그 사상 처음으로 선발 등판하여 단일 시즌 0이닝 0자책을 기록한 투수가 되었다. 참고로 이날 등판은 정우람의 프로 통산 처음이자 마지막 선발 등판이기도 했다.
- 채은성은 번트안타 성공률 100%를 달성했다.
- 페라자는 기타 구종 타율 1.000, 기타 구종 장타율 4.000으로 2013년 이후 규정 타석 충족 타자 중 단일 시즌 최고 기록을 세웠다.
- 최재훈은 더블 스틸을 6번 저지하여 2013년 이후 단일 시즌 최다 기록을 세웠다.
- 이 시즌 팀은 원정 경기를 위해 총 6428km를 이동하여 KBO 리그에서 이동 거리가 가장 짧았다.
- 정우람은 이 시즌을 끝으로 은퇴하여 KBO 리그 통산 1000이닝 미만 투수 중 통산 최다 탈삼진(937) 기록을 세웠으며, KBO 리그 역대 주포지션이 투수였던 선수 중 통산 최다 병살타(1) 기록을 세웠다.[2]
- 황준서는 이 시즌까지 통산 2루 도루 12개를 허용하여 KBO 리그 역대 10대 투수 최다 기록을 세웠다.
- 페라자는 이 시즌을 끝으로 KBO 리그를 떠나 KBO 리그 외국인 선수 월요일 경기 통산 최고 타율(1.000)을 기록한 선수가 되었다.